# The Monsanto years
The Monsanto years is het 35e studioalbum van de Canadese singer-songwriter Neil Young, gemaakt in samenwerking met Willie Nelson's zonen Lukas en Micah, en Lukas' bandpartners uit de band Promise of the Real. Het album is een conceptalbum dat het bedrijf Monsanto bekritiseert.

## Tracklist
Alle muziek en teksten zijn geschreven door Neil Young. 
| Nr. | Titel                           | Duur |
| --- | ------------------------------- | ---- |
| 1.  | A new day for love              | 5:52 |
| 2.  | Wolf moon                       | 3:52 |
| 3.  | People want to hear about love  | 6:19 |
| 4.  | Big box                         | 8:17 |
| 5.  | A rock star bucks a coffee shop | 5:00 |
| 6.  | Workin' man                     | 4:43 |
| 7.  | Rules of change                 | 4:39 |
| 8.  | Monsanto years                  | 7:46 |
| 9.  | If I don't know                 | 4:26 |